# Musical Engagement
Musical Engagement är en cd med Den akademiska damkören Linnea och Linköpings Studentsångare.

## Innehåll
1. Hosanna ¹ (Egil Hovland)
2. Ave Maria ² (Franz Biebl)
3. Tre sånger a cappella (Pjotr Tjajkovskij)
  1. Без поры да без времени ¹
  2. Что смолкнул весëлия глас? ²
  3. Не кукушечка во сыром бору ³
4. Signore delle cime ³ (Giuseppe Marzi)
5. Age and youth ² (Ulf Långbacka)
6. Auringon noustessa ³ (Toivo Kuula)
7. Si puer cum puellulla ² (Carl Orff)
8. Vårnatt ³ (Wilhelm Stenhammar)
9. Våren ¹ (Edvard Grieg)
10. Var inte rädd för mörkret ¹ (Karin Rehnqvist)
11. Tschenosnuri ² (Trad.)
12. Pastime with good company ¹ (Henrik VIII/Ulf Långbacka)
13. Down among the dead men ² (Trad./Ralph Vaughan Williams)
14. Gloucestershire wassail ³ (Trad./Norman Luboff)
15. The drunken sailor ² (Trad./Robert Sund)
16. Fredmans epistel nr. 9 ² (Carl Michael Bellman)
17. Halvan ³ (Gunnar Wennerberg/Gottfrid Gräsbeck)
18. Road to nowhere ¹ (Talking Heads/Anders Göransson)
19. Så skimrande var aldrig havet ³ (Evert Taube/Anders Edenroth)

¹ för damkör
² för manskör
³ för blandad kör

## Medverkande
- Hans Lundgren — dirigent
- Anna-Carin Strand — dirigent
- Gösta Nylund — piano